# Milford Sound
Le Milford Sound (en maori de Nouvelle-Zélande : Piopiotahi) est un fjord de Nouvelle-Zélande situé dans la région de Southland de l'île du Sud. Un des lieux touristiques les plus visités de Nouvelle-Zélande, il doit son nom au port naturel gallois appelé Milford Haven.

## Géographie

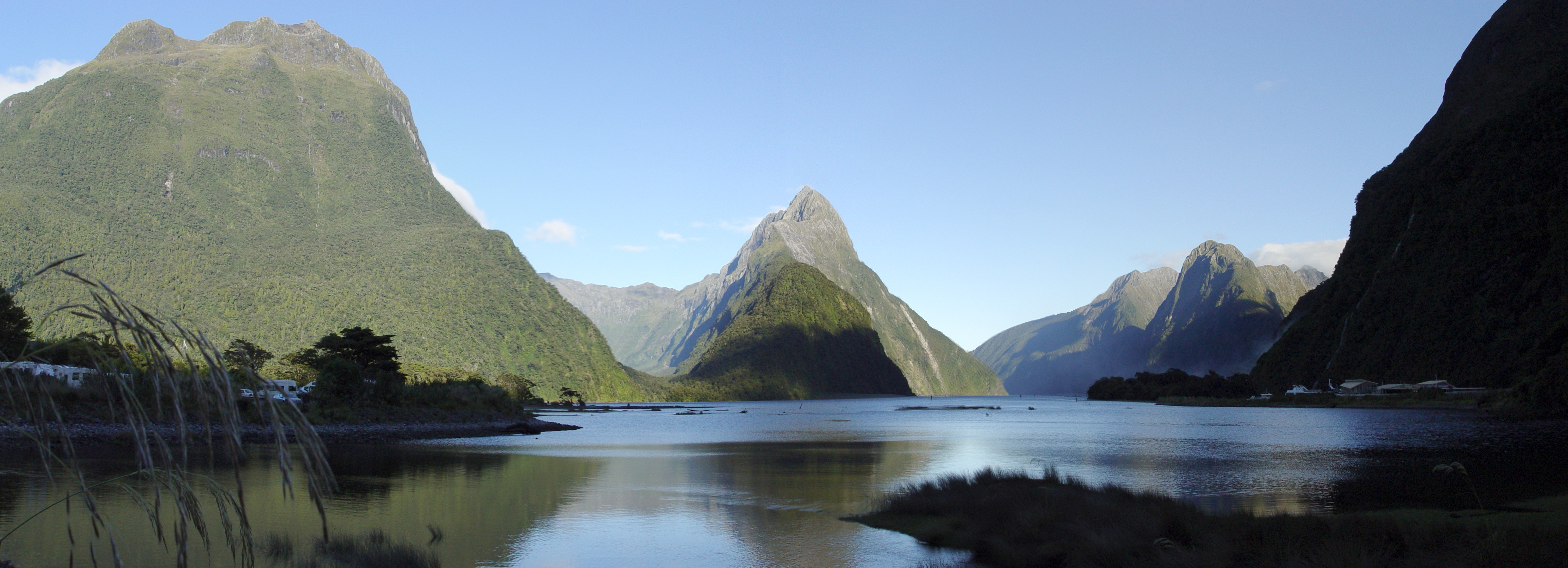
Vue panoramique du Milford Sound depuis le fond du fjord. Le Mitre Peak est visible au centre.

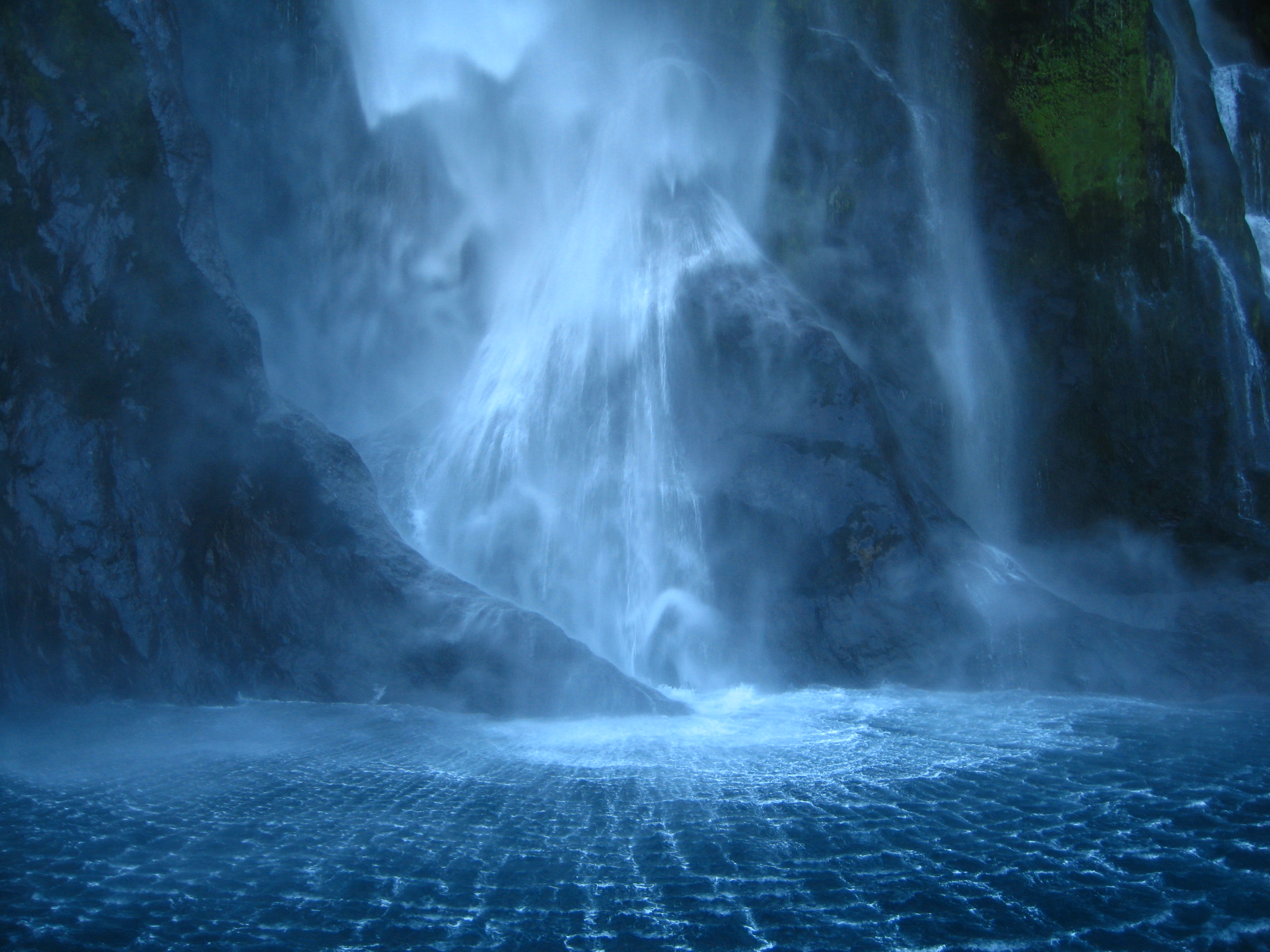
Chutes Stirling.

Le Milford Sound est situé dans le Sud-Ouest de l'île du Sud de la Nouvelle-Zélande, sur la côte Ouest qui donne sur la mer de Tasman. Inclus dans le parc national de Fiordland inscrit avec d'autres parcs néo-zélandais au patrimoine mondial de l'Unesco sous le nom de Te Wāhipounamu, il s'avance d'une quinzaine de kilomètres dans les terres, au cœur des Alpes du Sud.
Les parois des montagnes qui l'encadrent atteignent par endroits plus de 1 200 mètres de dénivelé et culminent à 1 683 mètres d'altitude au Mitre Peak, 1 517 mètres à The Elephant et 1 302 à Lion Mountain. La profondeur maximale du fjord dépasse quant à elle les 400 mètres.
Les pentes des montagnes sont couvertes d'une forêt pluviale primaire et les eaux du fjord sont peuplées de phoques et de cétacés (baleines et dauphins).

## Histoire

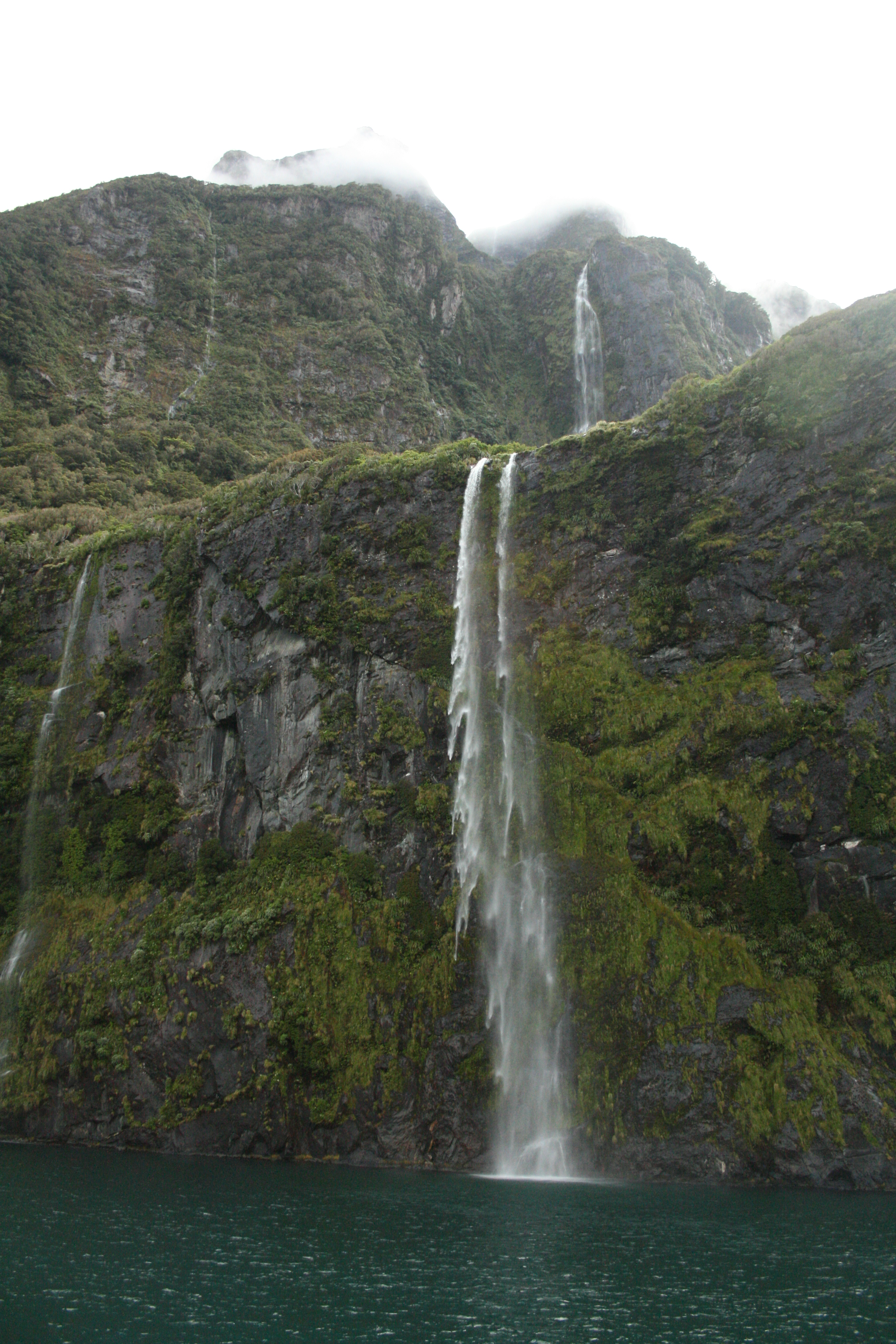
Parois et cascades vues du Milford Sound.

Les Maoris, qui habitaient la région dès l'an mille environ, ont traversé le Milford Sound afin de gagner la baie d'Anita et l'ont baptisé Piopiotahi qui signifie en français « L'endroit du thrush chantant » du nom d'une espèce d'oiseau désormais éteinte de la sous-famille des turnidés.
Le premier Européen à avoir découvert le Milford Sound est le navigateur britannique James Cook qui l'approche le 11 novembre 1770 à bord de l'Endeavour, décrivant un paysage rocheux accidenté aux sommets enneigés. Avant qu'une tempête ne force l'équipage à s'éloigner du rivage, le botaniste Joseph Banks a cependant le temps de descendre à terre pour récolter quelques spécimens végétaux.
À partir de la fin du XVIIIe siècle, les chasseurs de phoques s'établissent dans la région des fjords au point d'exterminer ces animaux dans les années 1820. C'est un de ces chasseurs gallois de phoque qui a baptisé le Milford Sound de son nom actuel en l'honneur d'un port naturel du pays de Galles, le Milford Haven.
En quête d'or, Donald Sutherland est le premier Européen à s'installer sur les rives du Milford Sound le 1er décembre 1877. C'est au cours d'une de ces expéditions minières qu'il découvre les chutes qui portent depuis son nom, les chutes Sutherland. Ce pionnier, aidé de trois assistants, est chargé en 1888 de tracer une piste depuis le fjord en direction de ces chutes, piste qui sera aménagée en six mois. Finalement prolongée en direction du sud, elle rejoint l'autre piste partie du grand lac Te Anau au col Mackinnon le 16 octobre 1888 et est connue depuis ce jour sous le nom de Milford Track.
Depuis, attirés par les paysages qu'offre le fjord, les touristes ont remplacé les pionniers au point de faire du lieu un des premiers sites touristiques de Nouvelle-Zélande en nombre de visiteurs.

## Tourisme
Le Milford Sound accueille environ 550 000 touristes par an ce qui en fait un des lieux les plus visités de Nouvelle-Zélande en nombre de visiteurs et ce malgré les difficultés d'accès, notamment la durée du voyage depuis les zones habitées de l'île du Sud.
Ces touristes viennent admirer les paysages, faire des excursions en bateau ou en canoë sur les eaux du fjord et faire de la randonnée. Les visiteurs ne s'attardent pas longtemps sur le site, y restant en général moins d'une journée, ce qui fait que les services aux touristes sont relativement peu nombreux.
Le Milford Sound est relié au reste du pays par route via la route 94 au départ de Te Anau, par les airs avec l'aérodrome ou par le Milford Track au bout de plusieurs jours de randonnée.
Il existe dans le Milford Sound un Observatoire sous-marin, le Milford deep underwater observatory, qui permet de montrer au public la faune et la flore sous-marine du fjord, notamment les récifs de coraux noirs, très nombreux.
En outre, Milford Sound a été le lieu de tournage du film Alien: Covenant en 2017.

Panorama.